# Паризиана (Санкт-Петербург)
Паризиана — исторический кинотеатр в центре Санкт-Петербурга. Он расположен во флигеле во дворе дома по адресу Невский проспект, дом № 80 

## До 1994 года
Для кинотеатра в 1913—1914 году по проекту М. С. Лялевича был построен флигель во дворе дома Невский проспект, дом № 80.
Кинотеатр был назван «Паризиана», его вместимость составила 800 мест. В 1914—1917 годах он стал культовым местом для профессионалов кинематографии — искусствоведов и журналистов.
Это объяснялось как качеством здания и самого синематографа, так и расположением в центре столицы Российской империи.
Первым владельцем кинотеатра стал З. Я. Райгородский, создание первых кинотеатров в России происходило при участии градоночальника А. Н. Оболенского.
О технических новшествах кинотеатра говорит факт того, что в кинотеатре был устроен раскрывающийся потолок, превращающий кинотеатр в заведение под открытым небом.
Он соперничал за звание лучшего только с кинотеатром «Пиккадили» (Современная «Аврора»).
После революции первым директором кинотеатра стал бывший владелец, днём создания предприятия считалось 23 января.
Кинотеатр в советское время — с 1920 по 1994 год носил наименование «Октябрь».
В связи с этим в фойе кинотеатра установлено живописное панно, изображающее революционные места Петрограда-Ленинграда.
При Военном коммунизме (1919) в городе выделяли три развлекательных центра: цирк Чинизелли, «Кабаре» и «Паризиану».
В период НЭПа кинотеатр соседствовал с увеселительным заведением под названием «Шуры-Муры».
Позже, в 1923—1925 годах в здании размещалось управление «Севзапкино», впоследствии преобразованное в киностудию «Ленфильм».
Примерно в это же время (в 1923—1927 годах) в кинотеатре тапёром подрабатывал Дмитрий Шостакович.
Кинотеатр вместе с кинотеатром «Нева» входил в кинозрелищное предприятие «Октябрь» и в довоенный период был популярным местом для горожан.
Во время блокады кинотеатр по возможности не прекращал работу, единственный перерыв произошёл в январе 1942 года по причине отсутствия электроэнергии.
В 1945 году кинотеатр был капитально отремонтирован, при этом установлена мемориальная доска в память о работниках кинотеатра, погибших в годы Великой Отечественной войны.
Кинотеатр был одним из центров культурной жизни блокадного города. Ольга Берггольц включила воспоминание о кинотеатре в свою книгу:

Мы ещё недавно пробирались в кинотеатр «Октябрь» (тот, что на солнечной стороне Невского) откуда-то сбоку, по темным дворовым закоулкам, похожим на траншеи, а теперь гордо входим в него с парадного входа, с Невского. А на афишах наших театров появилась новая строчка: «Верхнее платье снимать обязательно!» Как это великолепно, что в театрах можно раздеваться. Это значит, что обстрела не будет, что зрителям и артистам не придется спешно рассредоточиваться, прервав спектакль. Хорошо!
— Говорит Ленинград
В 1962 году кинотеатр был переоборудован для показа широкоэкранных фильмов, при этом вместительность зрительного зала практически не изменилась и достигла 818 мест.

## После 1994 года
В этом виде он просуществовал до 1994 года, после реконструкции В. В. Путин подписал распоряжение от 9 декабря 1994 года N 1237-р, которое изменило форму собственности предприятия с Культурно-просветительный центр на ГУП.
Специалисты по кино просили оборудовать кинотеатр современной системой пространственного звука dolby, но средств на это не было выделено.
Несмотря на то, что кинотеатр был не идеален, после реконструкции он стал местом проведения культурных мероприятий, посвящённых кино и не только:
| Дата                        | Мероприятие                                                                                                   | Фестиваль                                                                                                  |
| --------------------------- | --- | --- |
| 1996, 21 апреля             | Первый день                                                                                                   | Набоковские дни                                                                                            |
| 1999                        | Прокат фильма «Призрак оперы»                                                                                 | Единственное место проката в городе                                                                        |
| 2000, 10 апреля             | Открытие фестиваля фильмом «Девушка на мосту» (Франция)                                                       | VI Кинофестиваль Стран Европейского союза                                                                  |
| 2000, 10-19 августа         | Показ фильмов                                                                                                 | 33 Фестиваль японского кино в Санкт-Петербурге                                                             |
| 2000, конец августа         | Закрытие фестиваля                                                                                            | «КРОК-VII»                                                                                                 |
| 2001, 30 марта-1 апреля     | «Японская весна в Санкт-Петербурге»: Семейная игра, Рождение нового мессии, Экспресс-почта волшебницы         | 34 фестиваль японского кино в Санкт-Петербурге                                                             |
| 2001, 14-20 июня            | Дикие мидии, Вестники правды, Утечка информации, Друг напрокат, Ни поездов, ни самолетов, Сибирь, Все кончено | Неделя нидерландского кино                                                                                 |
| 2001, последняя неделя июня | Цикл «Новое кино Германии»                                                                                    | «Фестиваль фестивалей»                                                                                     |
| 2002, 21-24 февраля         | Фильмы — призёры кинофестивалей: Дора Хейта, Лицо, Нагиса                                                     | 35 фестиваль японского кино в Санкт-Петербурге                                                             |
| 2003, 1-7 ноября            | Фестиваль индийского игрового кино                                                                            | В связи с празднованием 300-летия Санкт-Петербурга был проведён здесь вместо Москвы                        |
| 2004, май                   | XII Международный кинофестиваль «Виват кино России!»                                                          | Организаторы — государственное предприятие «Петербург-кино», Комитет по культуре, Министерство культуры РФ |
| 2004, лето                  | Выступление ламы Оле Нидала                                                                                   | Встречу проводила Российская ассоциация буддистов школы Карма Кагью                                        |

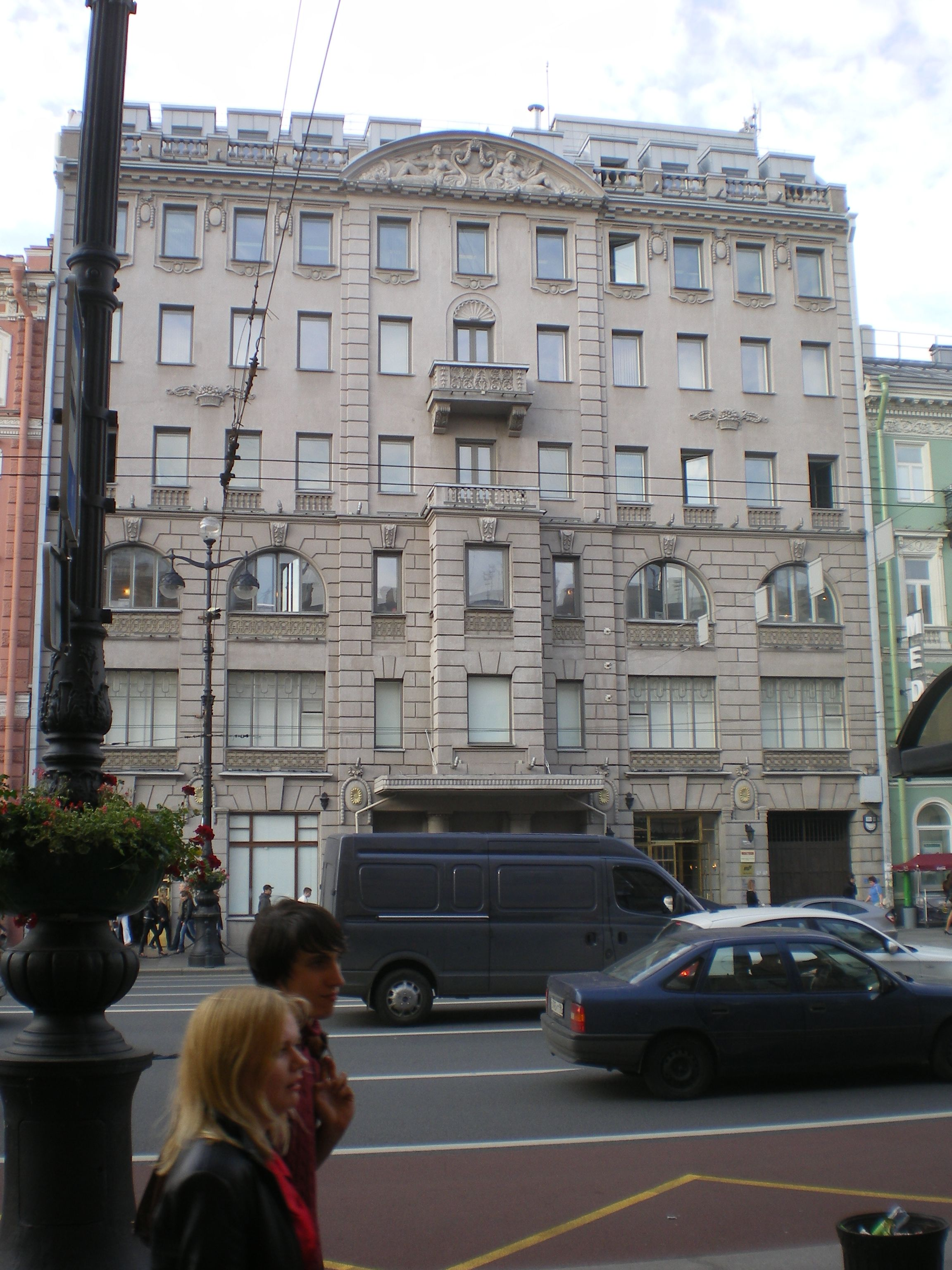
Фасад здания Невский, 80, во дворе которого находится кинотеатр

Всё это время кинотеатр был государственным предприятием, и 22 февраля 2007 года было принято решение о ликвидации ГУП «Паризиана», которое подписала В. И. Матвиенко
После этого кинотеатр был признан технически и морально устаревшим и его помещения были реконструированы в рамках реконструкции здания 2009—2010 годов, при этом администрация Санкт-Петербурга ставила обязательным условием реконструкции сохранение профиля деятельности кинотеатра, определяя по документам срок открытия — июнь 2008 года.

Но выполнение обязательств городской администрации сложно осуществить по экономическим причинам. Управляющая компания имеет следующее мнение на этот счёт:

Но сети кинотеатров среди претендентов на его площади пока нет. Это специфический бизнес, который приносит доход только при наличии нескольких залов. А разместить мультиплекс в данном здании невозможно.— директор ООО «Конус» Александра Коваленко